# Elzalia mediterranea
Elzalia mediterranea är en rundmaskart som beskrevs av Vitiello 1971. Elzalia mediterranea ingår i släktet Elzalia och familjen Monhysteridae. Inga underarter finns listade i Catalogue of Life.